# Leonardo Bittencourt
Leonardo Bittencourt (Leipzig, Alemania, 19 de diciembre de 1993) es un futbolista alemán que juega para el S. V. Werder Bremen.

## Carrera
Nacido en Leipzig, Bittencourt comenzó su carrera con el Energie Cottbus. El 1 de diciembre de 2011, se anunció que Bittencourt había firmado un contrato de cuatro años con el Borussia Dortmund, vigente desde el 1 de julio de 2012. Se trasladó al Hannover 96 en el final de la temporada 2012-13.
En el verano de 2015, por 2,5 millones el jugador pasaba a la disciplina del Colonia. Con el descenso del club en el año 2018, se incorporó al TSG 1899 Hoffenheim. Un año después fue cedido al S. V. Werder Bremen, que tuvo que adquirirlo en propiedad una vez lograda la permanencia.

## Clubes
| Club                         | País     | Año       |
| ---------------------------- | -------- | --------- |
| F. C. Energie Cottbus        | Alemania | 2010-2012 |
| Borussia Dortmund            | Alemania | 2012-2013 |
| Hannover 96                  | Alemania | 2013-2014 |
| 1. F. C. Colonia             | Alemania | 2015-2018 |
| TSG 1899 Hoffenheim          | Alemania | 2018-2020 |
| S. V. Werder Bremen (cedido) | Alemania | 2019-2020 |
| S. V. Werder Bremen          | Alemania | 2020-     |

## Vida personal
Leonardo es el hijo de Franklin Bittencourt, un exjugador profesional brasileño que jugó en Alemania, y ya está activo como entrenador.